# Aphodaulacus grumi
Aphodaulacus grumi är en skalbaggsart som beskrevs av Frolov 2002. Aphodaulacus grumi ingår i släktet Aphodaulacus och familjen Aphodiidae. Inga underarter finns listade i Catalogue of Life.